# ツール・ド・熊野
ツール・ド・熊野（ツール・ド・くまの、Tour de Kumano）は、世界遺産に登録されている、熊野古道を舞台に、例年5月下旬から6月上旬に3～4日間で開催される自転車競技、ロードレースのステージレース大会。2008年の開催より、UCIアジアツアー2.2に指定されている。

## 概要
1999年、『3DAY ROAD 熊野』実行委員会（2007年より特定非営利活動法人 SPORTS PRODUCE 熊野に名称変更）の運営により開催。2008年の開催では、第1ステージは、熊野川の支流である赤木川、第2ステージは、熊野山道、最終ステージは、太地をそれぞれ舞台に行われた。2009年から2019年は初日に個人タイムトライアルが組まれる（2日目以降は2008年の1-3ステージと同様の日程が組まれている）ため、4日間開催となった。2024年以降は2023年の古座川国際ロードレースが雨のため中止されたので開催時期を早め5月中旬開催となった。
2020-21年の未開催を経た2022年以降は3日間のステージレースとして開催されている（2023年は悪天候でキャンセルとなった古座川国際ロードレース2023と2日間のツール・ド・熊野2023を合わせて「熊野INTERNATIONAL ROAD RACE フェスタ」として3日間の開催予定であった。）
2024年大会の第1ステージは古座川を舞台とした周回コースとなった。
2025年は新たに印南町を加えた5月8日～11日計4日間のステージレースとして開催され、大会初日2日前の5月6日にはプレイベントとして「和歌山城クリテリウム」が開催された。

## 歴代優勝者
| 年     | 優勝者                                                     | 国籍                                                       |
| ------ | ---------------------------------------------------------- | ---------------------------------------------------------- |
| 2008年 | 清水都貴                                                   | 日本                                                       |
| 2009年 | ヴァレンティン・イグリンスキー                             | カザフスタン                                               |
| 2010年 | アンドレイ・ミズロフ                                       | カザフスタン                                               |
| 2011年 | フォルトゥナート・バリアーニ                               | イタリア                                                   |
| 2012年 | フォルトゥナート・バリアーニ                               | イタリア                                                   |
| 2013年 | ジュリアン・アレドンド                                     | コロンビア                                                 |
| 2014年 | フランシスコ・マンセボ                                     | スペイン                                                   |
| 2015年 | ベンジャミン・プラデス                                     | スペイン                                                   |
| 2016年 | オスカル・プジョル                                         | スペイン                                                   |
| 2017年 | ホセ・ビセンテ・トリビオ                                   | スペイン                                                   |
| 2018年 | マーク・デマール                                           | オランダ                                                   |
| 2019年 | オールイス・アウラール                                     | ベネズエラ                                                 |
| 2020年 | 新型コロナウイルス感染症の世界的流行 (2019年-)により未開催 | 新型コロナウイルス感染症の世界的流行 (2019年-)により未開催 |
| 2021年 | 新型コロナウイルス感染症の世界的流行 (2019年-)により未開催 | 新型コロナウイルス感染症の世界的流行 (2019年-)により未開催 |
| 2022年 | ネイサン・アール                                           | オーストラリア                                             |
| 2023年 | 岡篤志                                                     | 日本                                                       |
| 2024年 | 岡篤志                                                     | 日本                                                       |
| 2025年 | マーク・スチュワート                                       | イギリス                                                   |

## 注記
1. 1 2  ツール・ド・熊野2025 記者発表 5月8日～11日開催 シクロワイアード2025年4月9日
2. ↑  古座川国際ロードレース2023が中止を発表 CycleSports（2023年6月4日、2024年5月14日閲覧）